# CamCard
CamCard(한국어: 캠카드)는 iOS, 안드로이드 기반의 명함 인식, 관리 프로그램이다. 휴대전화로 명함을 촬영하면 이메일, 연락처, 회사 정보를 판독하여 연락처에 저장해주는 프로그램이다. 또한 CamCard 계정에 이러한 명함 정보를 저장할 수 있는 클라우드 기능도 제공한다.  한글과 영어, 일본어, 중국어, 스페인어, 튀르키예어 등 17여개 언어를 지원한다.